# 一砷化锰
一砷化锰是一种无机化合物，化学式为MnAs，是深灰色难溶于水的固体。它可由锰和砷烧结制得。它具有NiAs型结构，空间群Pnam，晶胞参数a = 0.563 nm, b = 0.638 nm, c = 0.362 nm, Z = 4。它具有铁磁性，在45 °C时转变为顺磁性的β相。